# مرامري

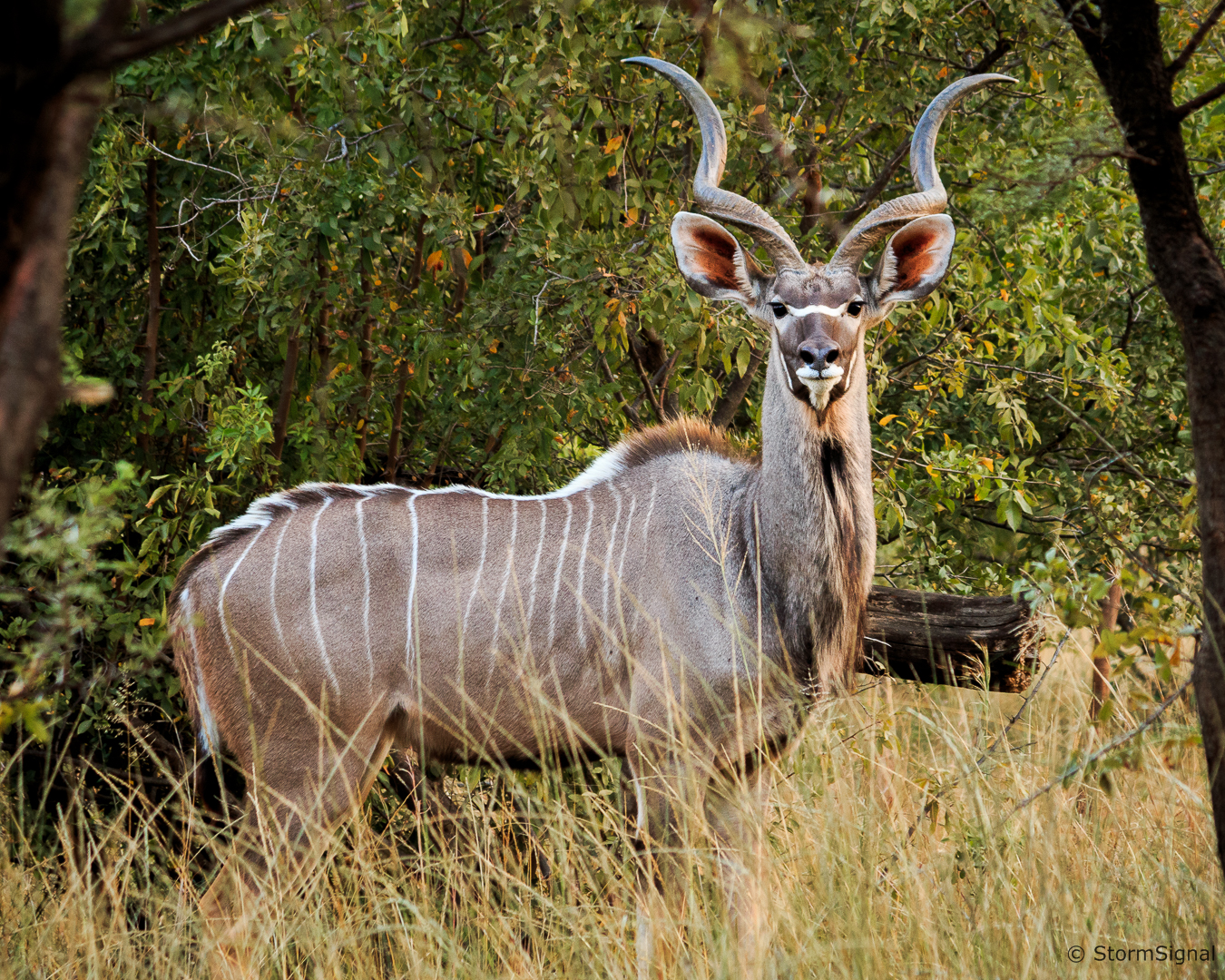
ذكر المرامري الأكبر

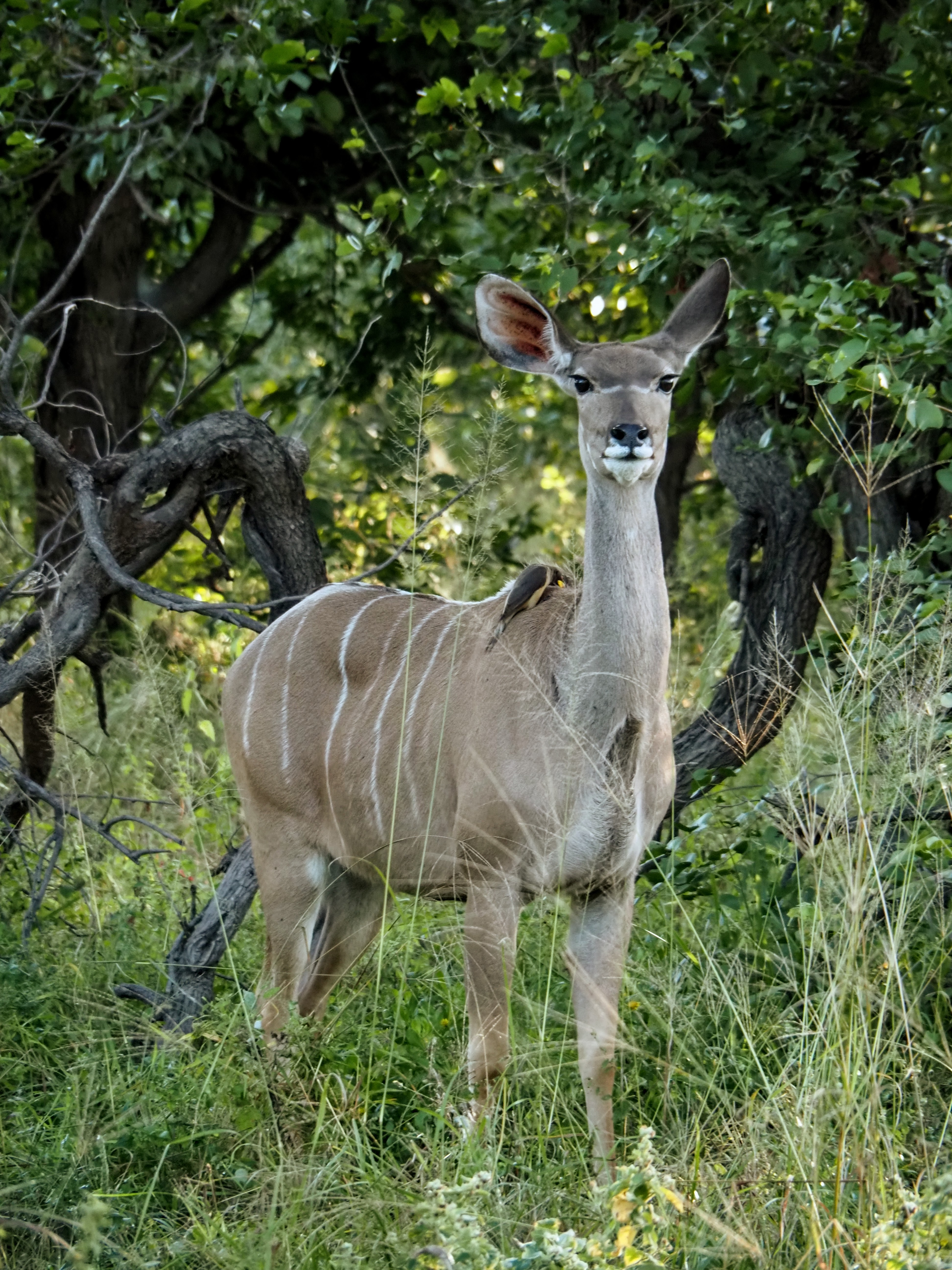
أنثى المرامري الأكبر

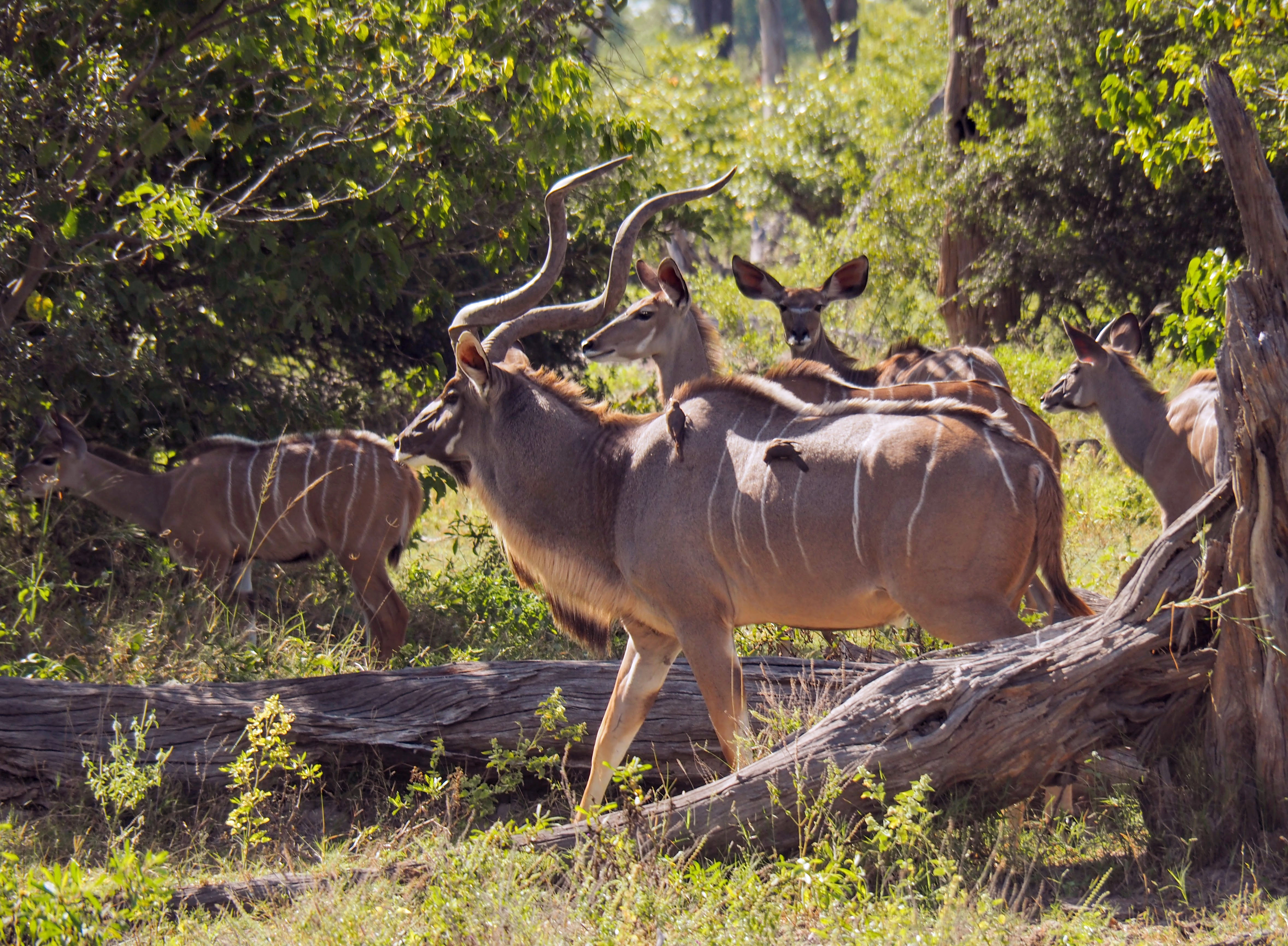
ذكر المرامري الأكبر مع الإناث

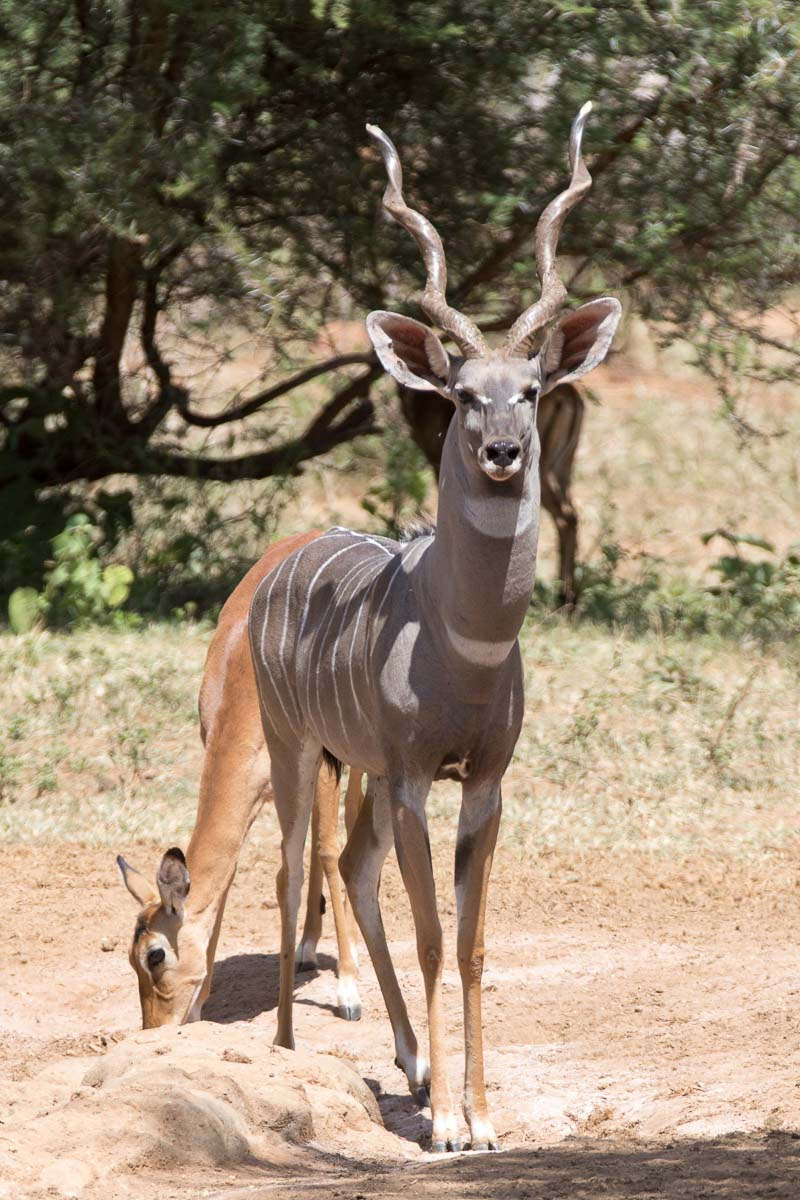
ذكر المرامري الأصغر

لظباء المُرَامِرِيّ (Kudu) نوعان ينتميان إلى جنس الظباء الأيلية:
- المرامري الأصغر Tragelaphus imberbis، من شرق أفريقيا
- المرامري الأكبر Tragelaphus strepsiceros، من شرق وجنوب أفريقيا

يبدو النوعان متشابهين. يبلغ طول ذكر المرامري الأكبر 5 قدم (1.5 م) طويل القامة عند الكتف، ويبلغ ارتفاع ذكر المرامري الأكبر حوالي 4 قدم (1.2 م) طويل القامة. الذكور من كلا النوعين لها قرون طويلة تتجه للأعلى والخلف قليلاً ، تلتف في شكل لولبي. 

## التسمية
المرامري هي لفظة عربية تستعمل في السودان وبالضبط في نواحي الروصيرص للإشارة إلى ذلك الحيوان.
استعير اسم kudu إلى اللغة الإنجليزية في الثامن عشر قرن من التسمية الكوسية iqhude ، عبر الأفريقانية koedoe .
Kudu ، أو koodoo، هو اسم الخويخوئي والسيتسواني (seTswana) لهذا الظبي. تتألف كلمة Tragelaphus من كلمتين يونانيتين: Tragos التي تعني التيس، و elaphos التي تعني الأيل. تتألف كلمة strepsiceros من كلمتين يونانيتين: strephis التي تعني "التفاف"، و Keras التي تعني "قرن". 

## الموطن
يستوطن المرامري الأصغر السافانا بالقرب من شجيرات السنط والبلسان. إنهم يعتمدون على الأدغال للحماية، لذلك نادرًا ما يتم رؤيتهم في العراء. يساعد شعرهم البنيّة والمخططة على التمويه في الأحراش.